# أوتشي شريف
أوتشي شريف (بالإنجليزية: Uche Sherif)‏ هو لاعب كرة قدم نيجيري في مركز الوسط، ولد في 3 سبتمبر 1983 في نيجيريا. لعب مع جوليوس بيرجر وشاركس وصن شاين ستارز ونادي إنييمبا إنترناشونال.

## وصلات خارجية
- أوتشي شريف على موقع عالم كرة القدم.نت (الإنجليزية)